# Msheirfeh, Jisr al-Shughur
Msheirfeh, Jisr al-Shughur (tiếng Ả Rập: المشيرفة) là một ngôi làng Syria nằm ở Jisr al-Shughur Nahiyah ở huyện Jisr al-Shughur, Idlib. Theo Cục Thống kê Trung ương Syria (CBS), Msheirfeh, Jisr al-Shughur có dân số 830 trong cuộc điều tra dân số năm 2004.